# Болдырь
Болдырь — исчезнувший хутор в Дубовском районе Ростовской области. Хутор располагался на некотором отдалении от левого берега реки Сал при балке Хоринка между хуторами Новосальский и Сиротский, к северо-западу от бывшей станицы Потаповской.

## История
Дата основания не установлена. Назван вероятно по упразднённой в 1877 году Балдырской сотне Верхнего улуса Калмыцкого округа земли Всевеликого войска Донского.
Согласно Всесоюзной переписи населения 1926 года хутор Болдырь относился к Гуреевскому сельсовету Дубовского района Сальского округа Северо-Кавказского края, в хуторе проживало 198 человек, из них калмыков — 114, татар — 51, великороссов — 18. Упразднён в 1932 году в связи с переселением населения в Калмыцкий район Северо-Кавказского края.

## Население
В 1926 году численность населения составляла 198 человек.